# ملا افندی
ملا ابوبکر افندی (کردی: Mele Fendî, مه‌لا فه‌ندی) همچنین معروف به ملا فندی، ملای کوچک، با نام کامل ملا ابوبکر سوم،
روحانی مسلمان کرد، فیلسوف اسلامی، عالم، پژوهشگر، ستاره‌شناس، سیاست‌مدار که در ۳۱ دسامبر ۱۹۴۲ در اربیل، کردستان عراق درگذشت.